# Asociación Colombiana de Universidades
La Asociación Colombiana de Universidades, también conocida como ASCUN, es una organización no gubernamental, sin ánimo de lucro, que congrega a las universidades públicas y privadas de Colombia. Sus objetivos principales son servir como un espacio permanente para la discusión del presente y el futuro de las universidades colombianas, establecer una relación entre las universidades y el gobierno nacional, realizar investigaciones académicas sobre la educación superior, promover la educación por extensión, el desarrollo académico, la creación de redes de investigación, proveer servicios de información, y mantener relaciones institucionales e interinstitucionales.

## Historia
1. Preparación de la semilla
Los Hechos: Ante la crisis política del país, la intervención militar que estaba afrontando la Universidad Pública en 1957, la zozobra e inestabilidad social, económica y educativa en que se encontraba sumida la nación, destacados directivos universitarios pensaron en la posibilidad de asociarse, para contribuir al restablecimiento del orden democrático y a la defensa de la autonomía universitaria.
Los personajes: Los directivos universitarios que plantearon la primera idea de la asociación y convocaron la primera reunión con ese propósito fueron: Dr. Ricardo Hinestrosa Daza. Rector de la U. Externado de Colombia Monseñor José Vicente Castro Silva, Rector de la U. Colegio Mayor del Rosario Padre Carlos Ortíz Restrepo. Rector Pontificia Universidad Javeriana Dr. Jaime Posada. Rector Universidad de América La fecha: La idea de esta asociación se discutió y concretó en la vieja casona de la Universidad Externado de Colombia el domingo 5 de mayo de 1957.
2. La Consulta
Se efectuaron una serie de reuniones con los Rectores de las Universidades de Antioquia y se prepara la Conferencia Nacional de Rectores y el primer Congreso Nacional de Universidades para analizar los siguientes puntos: La misión de la Universidad en la formación de la cultura, el civismo y la moral del pueblo Colombiano. La dotación de las Universidades con suficientes recursos La creación de un Consejo Nacional Universitario que establezca un patrón de requisitos mínimos para el funcionamiento de Universidades y Programas. La integración y Asociación de Universidades. La fecha: finales de mayo y septiembre de 1957.
3. Aprobación del proyecto para la creación de Ascún
En la primera Conferencia Nacional de Rectores Universitarios realizada del 12 al 14 de octubre de 1957 en Medellín, se conformaron tres comisiones de trabajo que abordaron las siguientes temáticas: La Autonomía Universitaria Régimen Académico Asociación de Universidades Sistema de Financiación de la Educación Superior Al finalizar esta conferencia se acogió y se aprobó por unanimidad el proyecto presentado por el Dr. Jaime Posada, Rector de la Universidad de América para crear la Asociación Colombiana de Universidades.
4. Revisión del proyecto de creación de Ascún y Acta de Fundación
El proyecto acogido en la primera Conferencia Nacional de Rectores en Medellín fue revisado y autorizado para ser presentado en el Congreso de Universidades que se efectuó en Bogotá. Dicho proyecto fue aprobado durante ese primer Congreso de Rectores, evento en el cual se suscribió el acta de Fundación de la Asociación Colombiana de Universidades y se establecieron: Los propósitos y finalidades de la Asociación Las relaciones de la Asociación con el estado, especialmente en el apoyo para el cumplimiento de las funciones constitucionales, legales, de inspección y vigilancia La dirección y Administración. Las Reuniones Académicas Las Funciones del Comité Administrativo Firmaron el acta 22 Rectores de Universidades (10 públicas y 12 privadas) y actuó como Secretario General, el Dr.Uladislao González Andrade. El acta de Fundación se suscribió el 6 de diciembre de 1957 en Bogotá.

## Estructura
Estructura organizativa de Ascún.

Estructura de Ascún

La Asociación Colombiana de Universidades -Ascún- promueve los principios de la calidad académica, la autonomía universitaria, la búsqueda y difusión del conocimiento y la responsabilidad social. Integra a la comunidad académica a nivel nacional e internacional mediante mecanismos de interrelación y asociatividad y genera procesos de interlocución con el Estado y la sociedad.
Misión
La Asociación Colombiana de Universidades -Ascún- promueve los principios de la calidad académica, la autonomía universitaria, la búsqueda y difusión del conocimiento y la responsabilidad social. Integra a la comunidad académica a nivel nacional e internacional mediante mecanismos de interrelación y asociatividad y genera procesos de interlocución con el Estado y la sociedad.
Visión
En el año 2025 Ascún será reconocida por propiciar la presencia activa de la Universidad colombiana en función de las necesidades del país y sus regiones en el marco de la convivencia, la diversidad y la paz sostenible; por contribuir al fortalecimiento de la Educación Superior a través del trabajo mancomunado con las IES asociadas y la construcción de políticas públicas del sector.

## Universidades Asociadas

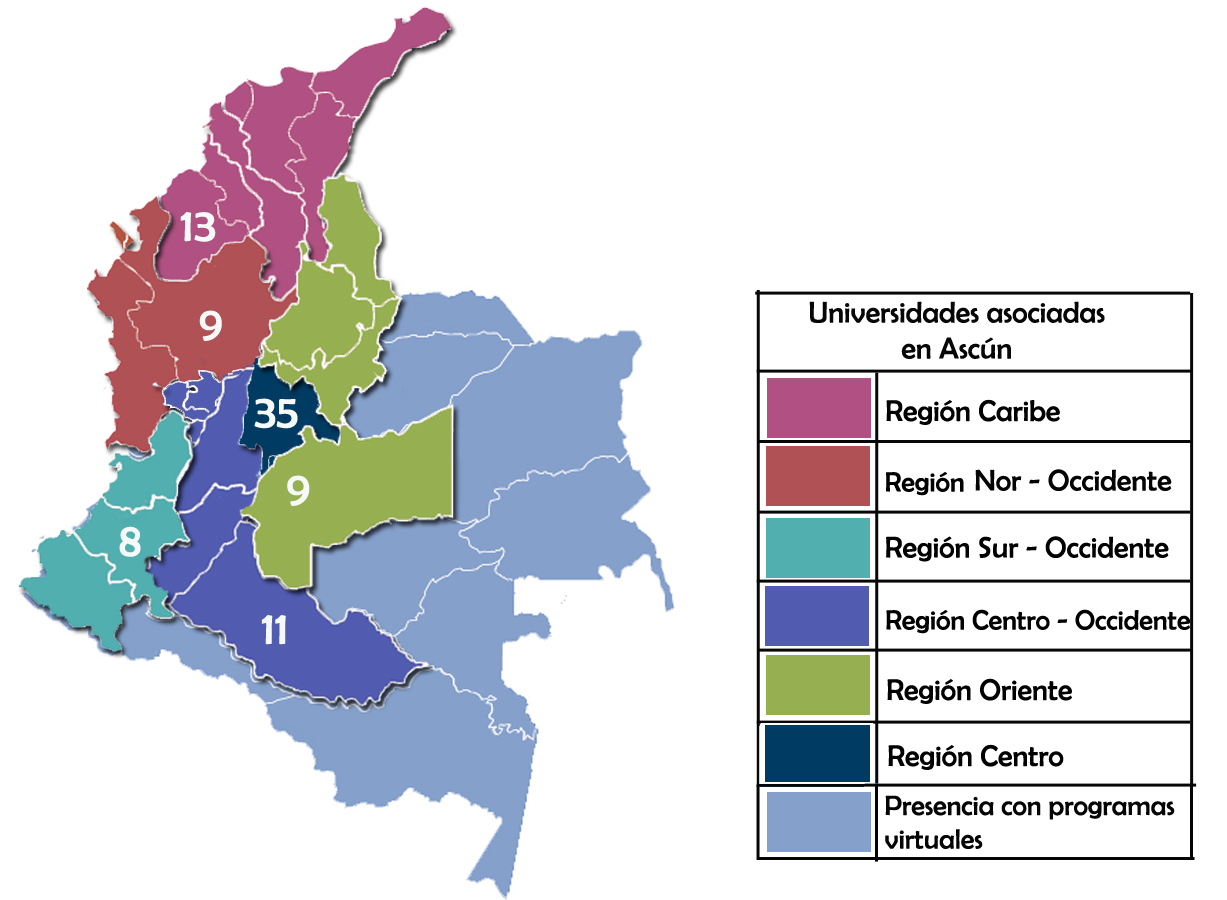
Número de universidades asociadas por regiones (nodos).

Las universidades asociadas se encuentran organizadas por nodos.

### Nodo Caribe
1. Universidad Autónoma del Caribe
2. Universidad Cooperativa de Colombia
3. Universidad de Cartagena
4. Universidad de Córdoba
5. Universidad de la Costa
6. Universidad del Atlántico
7. Universidad del Magdalena
8. Universidad de Sucre
9. Universidad del Norte
10. Universidad del Sinú - Elías Bechara Zainum
11. Universidad de la Guajira
12. Universidad Metropolitana
13. Universidad Libre
14. Universidad Popular del Cesar
15. Universidad Pontificia Bolivariana
16. Universidad Sergio Arboleda
17. Universidad Simón Bolívar
18. Universidad Tecnológica del Bolívar
19. Escuela Naval de Cadetes "Almirante Padilla"
20. Institución Universitaria ITSA
21. Corporación Universitaria Latinoamericana
22. Corporación Universitaria Reformada

### Nodo Antioquia - Chocó
1. Universidad CES
2. Universidad de Antioquia
3. Universidad de Medellín
4. Universidad EAFIT
5. Universidad Pontificia Bolivariana
6. Universidad Católica Luis Amigó
7. Universidad EIA
8. Universidad Católica de Oriente
9. Politécnico Colombiano Jaime Isaza Cadavid
10. Corporación Universitaria LaSallista
11. Universidad Tecnológica del Chocó Diego Luis Córdoba

### Nodo Oriente
1. Corporación Universitaria del Meta
2. Universidad Autónoma de Bucaramanga
3. Universidad de Boyacá
4. Universidad de Pamplona
5. Universidad de Santander
6. Universidad de los Llanos
7. Universidad Francisco de Paula Santander
8. Universidad Industrial de Santander
9. Universidad Pedagógica y Tecnológica de Colombia
10. Universidad FESC
11. Universidad Santo Tomás Sede Villavicencio

### Nodo Centro
1. Universidad del Rosario
2. Universidad Central
3. Universidad de América
4. Universidad Antonio Nariño
5. Universidad Autónoma de Colombia
6. Fundación Universidad de Bogotá Jorge Tadeo Lozano
7. Universidad Católica de Colombia
8. Universidad EAN
9. Universidad Colegio Mayor de Cundinamarca
10. Universidad de Ciencias Aplicadas y Ambientales
11. Universidad de Cundinamarca
12. Universidad de La Sabana
13. Universidad de la Salle
14. Universidad San Buenaventura
15. Universidad del Bosque
16. Universidad Externado de Colombia
17. Universidad Incca de Colombia
18. Universidad La Gran Colombia
19. Universidad Libre (Colombia)
20. Universidad Militar Nueva Granada
21. Universidad Nacional de Colombia
22. Universidad Pedagógica Nacional
23. Universidad Piloto de Colombia
24. Universidad Santo Tomás
25. Universidad Sergio Arboleda
26. Universidad Distrital Francisco José de Caldas
27. Pontificia Universidad Javeriana
28. Escuela Colombiana de Ingeniería Julio Garavito
29. Escuela de Cadetes de Policía General Santander
30. Escuela Superior de Administración Pública
31. Instituto Caro y Cuervo
32. Universidad Nacional Abierta y a Distancia
33. Fundación Universitaria del Área Andina
34. Fundación Universitaria de Ciencias de la Salud
35. Corporación Universitaria Minuto de Dios
36. Fundación Universitaria Juan de Castellanos

### Nodo Centro - Occidente
1. Universidad Autónoma de Manizales
2. Universidad Católica de Manizales
3. Universidad Católica de Pereira
4. Universidad de Caldas
5. Universidad de Ibagué
6. Universidad de la Amazonia
7. Universidad de Manizales
8. Universidad del Quindio
9. Universidad del Tolima
10. Universidad Surcolombiana
11. Universidad Tecnológica de Pereira
12. Universidad Alexander von Humboldt

### Nodo Sur - Occidente
1. Universidad Autónoma de Occidente
2. Universidad de Nariño
3. Universidad del Cauca
4. Universidad del Valle
5. Universidad Icesi
6. Universidad Mariana
7. Universidad Santiago de Cali
8. Escuela Militar de Aviación Marco Fidel Suárez